# Superior general de la Compañía de Jesús
Superior general o prepósito general (en latín, Præpositus Generalis) es el título oficial que recibe la cabeza de la Compañía de Jesús, orden religiosa católica comúnmente conocida con el nombre de jesuitas. Es común que se le denomine Padre General y, debido a que los jesuitas son una orden religiosa muy influyente en la Santa Sede, este cargo ha recibido el apelativo de papa negro, nombre que procede, en parte, del color de las sobrias sotanas que vestían todos sus miembros, en contraste con la vestimenta blanca del papa. También se debe en parte a la concepción del pasado (en especial, durante los siglos XVI y XVII), entre los países protestantes europeos, acerca del poder relativo que ejercían los jesuitas sobre la Iglesia católica.[cita requerida]

## Lista cronológica de Superiores Generales
1. San Ignacio de Loyola (19 de abril de 1541–31 de julio de 1556)
2. Diego Laínez (2 de julio de 1558–19 de enero de 1565)
3. San Francisco de Borja (2 de julio de 1565–1 de octubre de 1572)
4. Everardo Mercuriano (23 de abril de 1573–1 de agosto de 1580)
5. Claudio Acquaviva (19 de febrero de 1581–31 de enero de 1615)
6. Mutio Vitelleschi (15 de noviembre de 1615–9 de febrero de 1645)
7. Vincenzo Carafa (7 de enero de 1646–8 de junio de 1649)
8. Francesco Piccolomini (21 de diciembre de 1649–17 de junio de 1651)
9. Luigi Gottifredi (21 de enero de 1652–12 de marzo de 1652)
10. Goschwin Nickel (17 de marzo de 1652–31 de julio de 1664)
11. Giovanni Paolo Oliva (31 de julio de 1664–26 de noviembre de 1681)
12. Charles de Noyelle (5 de julio de 1682–12 de diciembre de 1686)
13. Tirso González de Santalla (6 de julio de 1687–27 de octubre de 1705)
14. Michelangelo Tamburini (31 de enero de 1706–28 de febrero de 1730)
15. Franz Retz (7 de marzo de 1730–19 de noviembre de 1750)
16. Ignazio Visconti (4 de julio de 1751–4 de mayo de 1755)
17. Luigi Centurione (30 de noviembre de 1755–2 de octubre de 1757)
18. Lorenzo Ricci (21 de mayo de 1758–16 de agosto de 1773)
19. Tadeusz Brzozowski (7 de agosto de 1814–5 de febrero de 1820)
20. Luigi Fortis (18 de octubre de 1820–27 de enero de 1829)
21. Jan Roothaan (9 de julio de 1829–8 de mayo de 1853)
22. Peter Jan Beckx (2 de agosto de 1853–4 de marzo de 1887)
23. Anton Anderledy (4 de marzo de 1887–18 de enero de 1892)
24. Luis Martín García (2 de octubre de 1892–18 de abril de 1906)
25. Franz Xaver Wernz (8 de septiembre de 1906–20 de agosto de 1914)
26. Wlodimir Ledochowski (11 de febrero de 1915–13 de diciembre de 1942)
27. Jean-Baptiste Janssens (15 de septiembre de 1946–5 de octubre de 1964)
28. Pedro Arrupe (22 de mayo de 1965–3 de septiembre de 1983)
29. Peter Hans Kolvenbach (13 de septiembre de 1983–19 de enero de 2008)
30. Adolfo Nicolás Pachón (19 de enero de 2008-3 de octubre de 2016)
31. Arturo Sosa Abascal (14 de octubre de 2016–actualidad)

### Galería de retratos

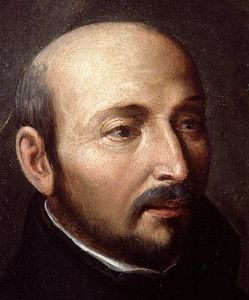
San Ignacio de Loyola
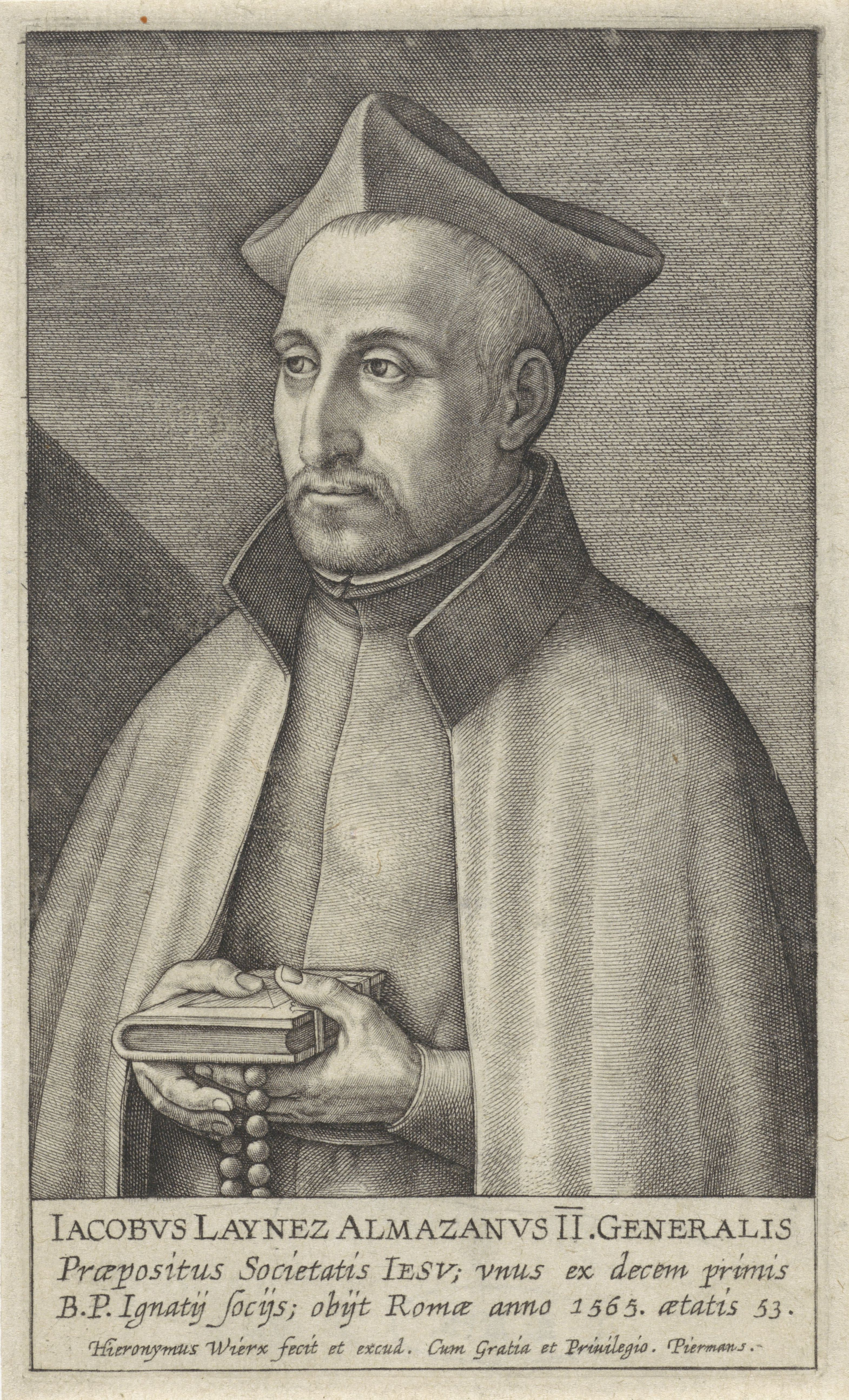
Diego Laínez
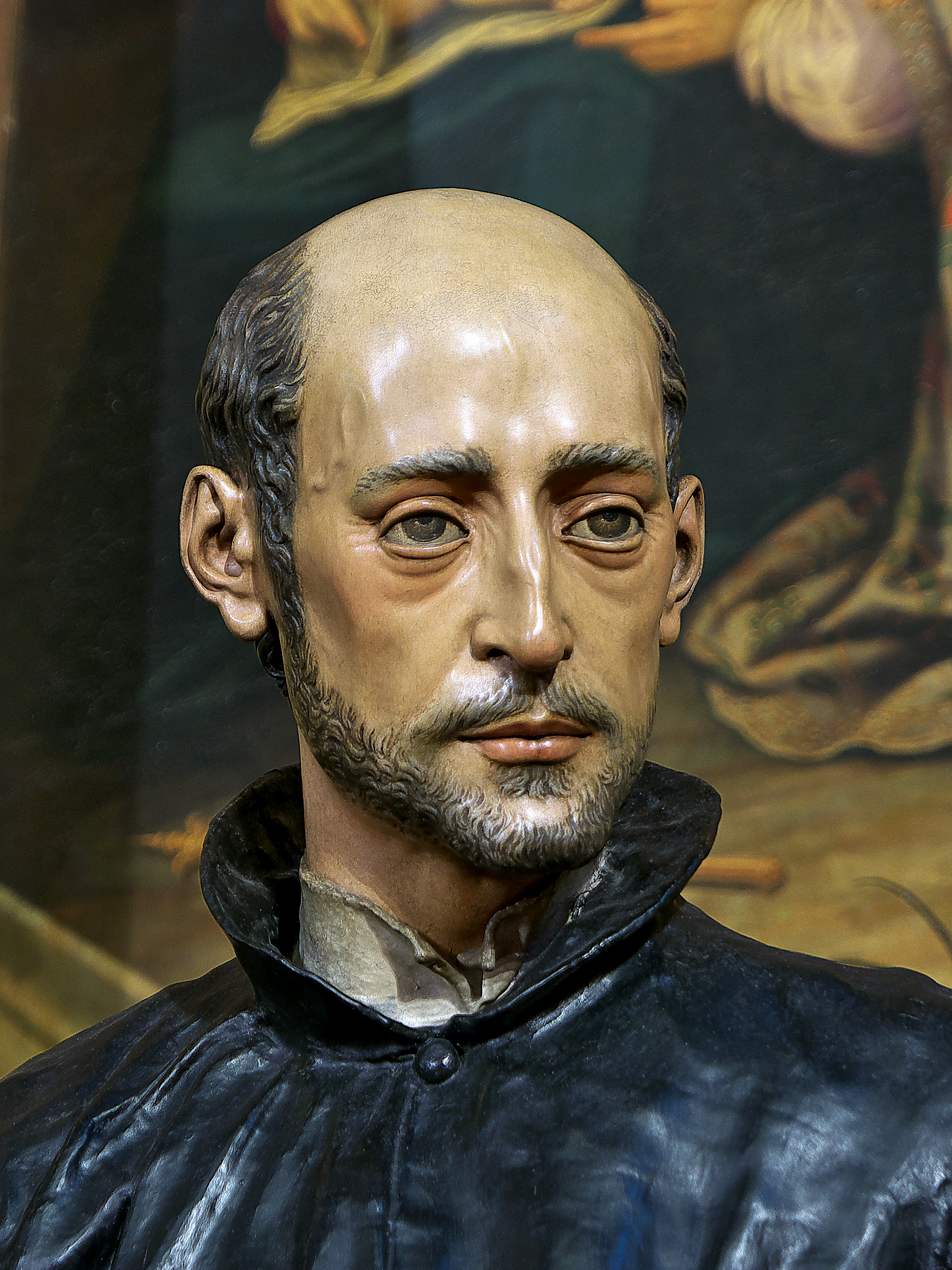
Francisco de Borja
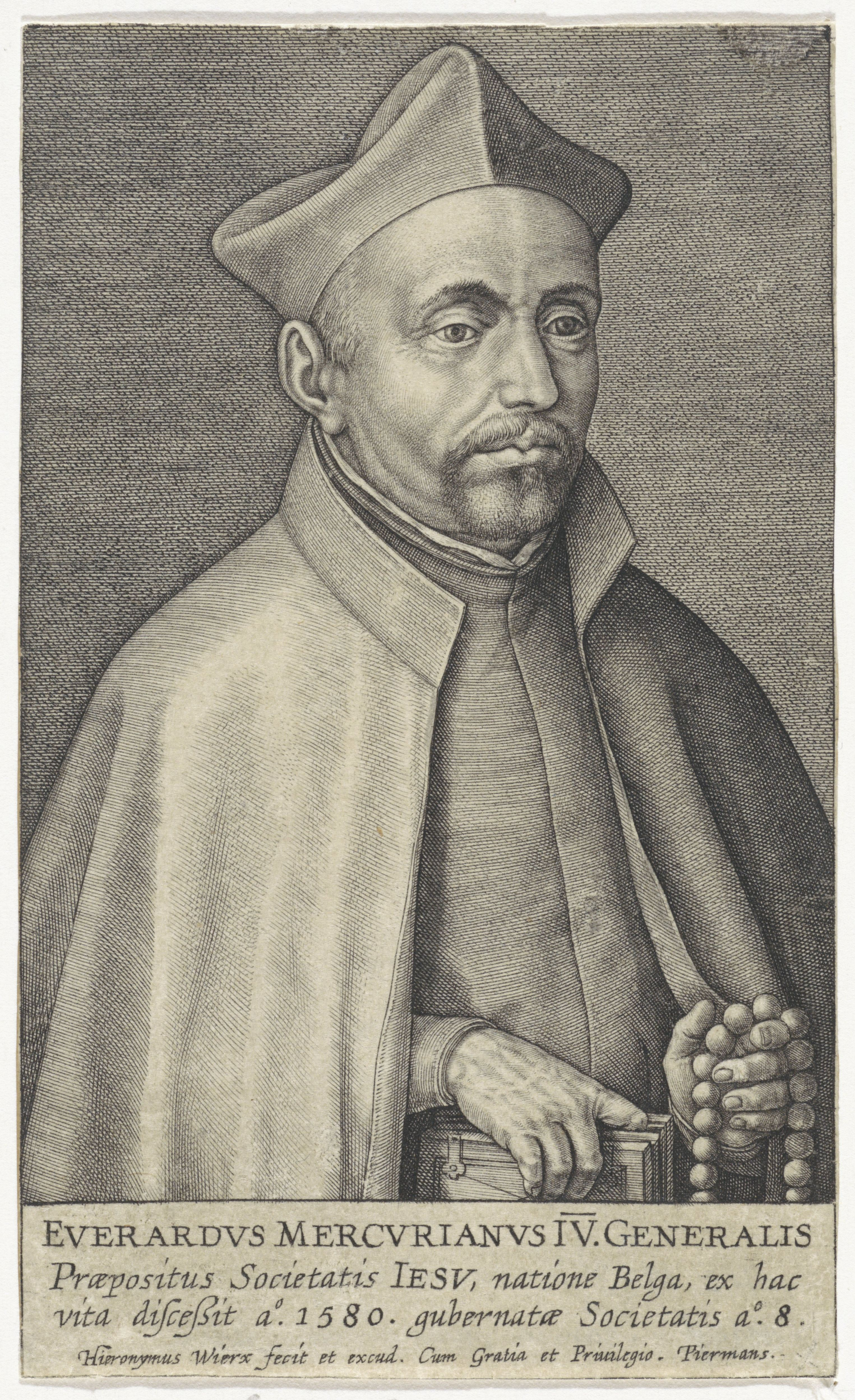
Everard Mercurian
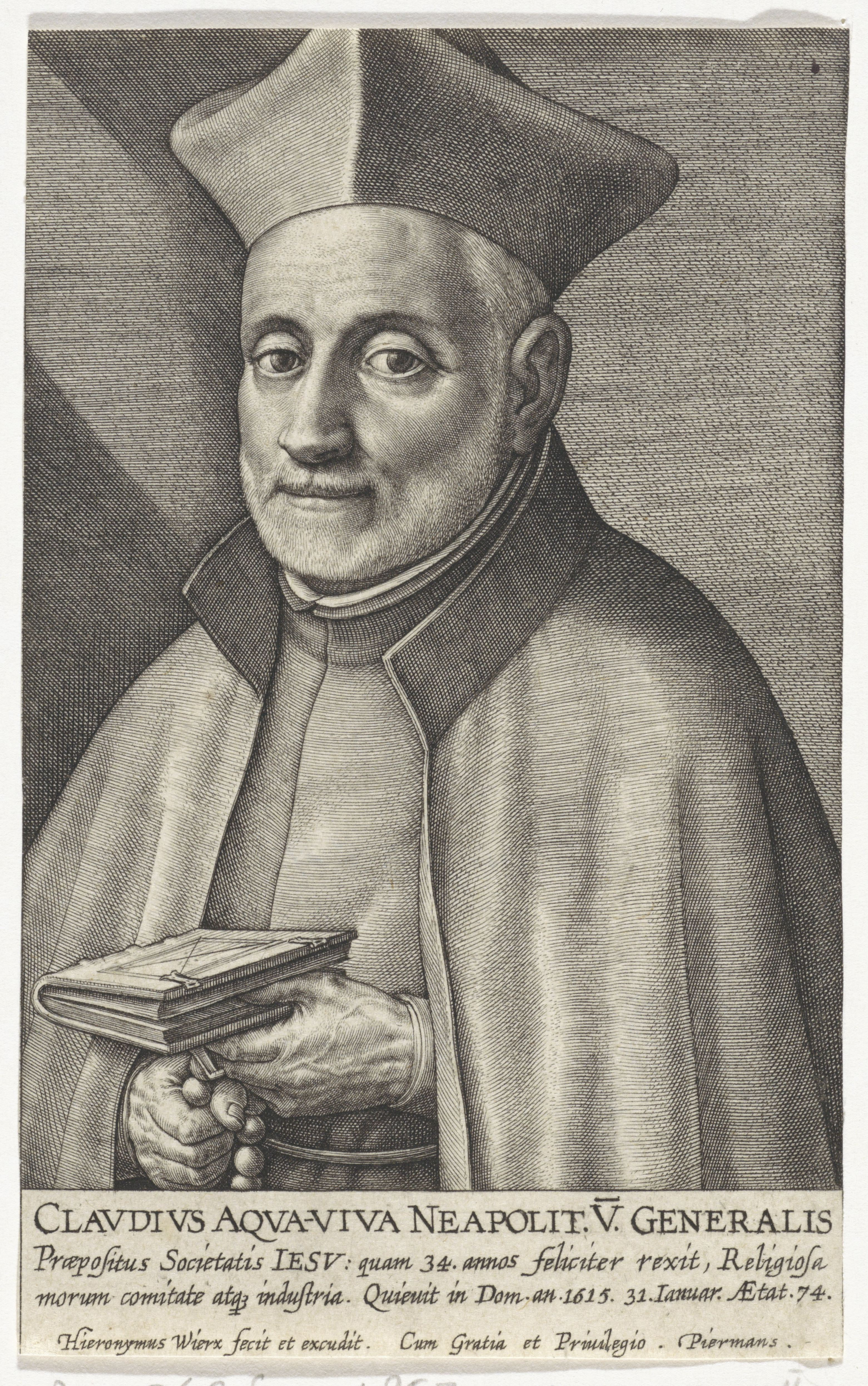
Claudio Acquaviva
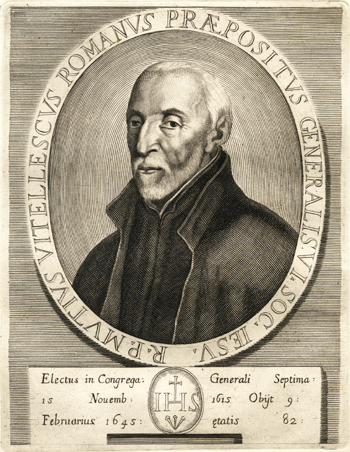
Mutio Vitelleschi
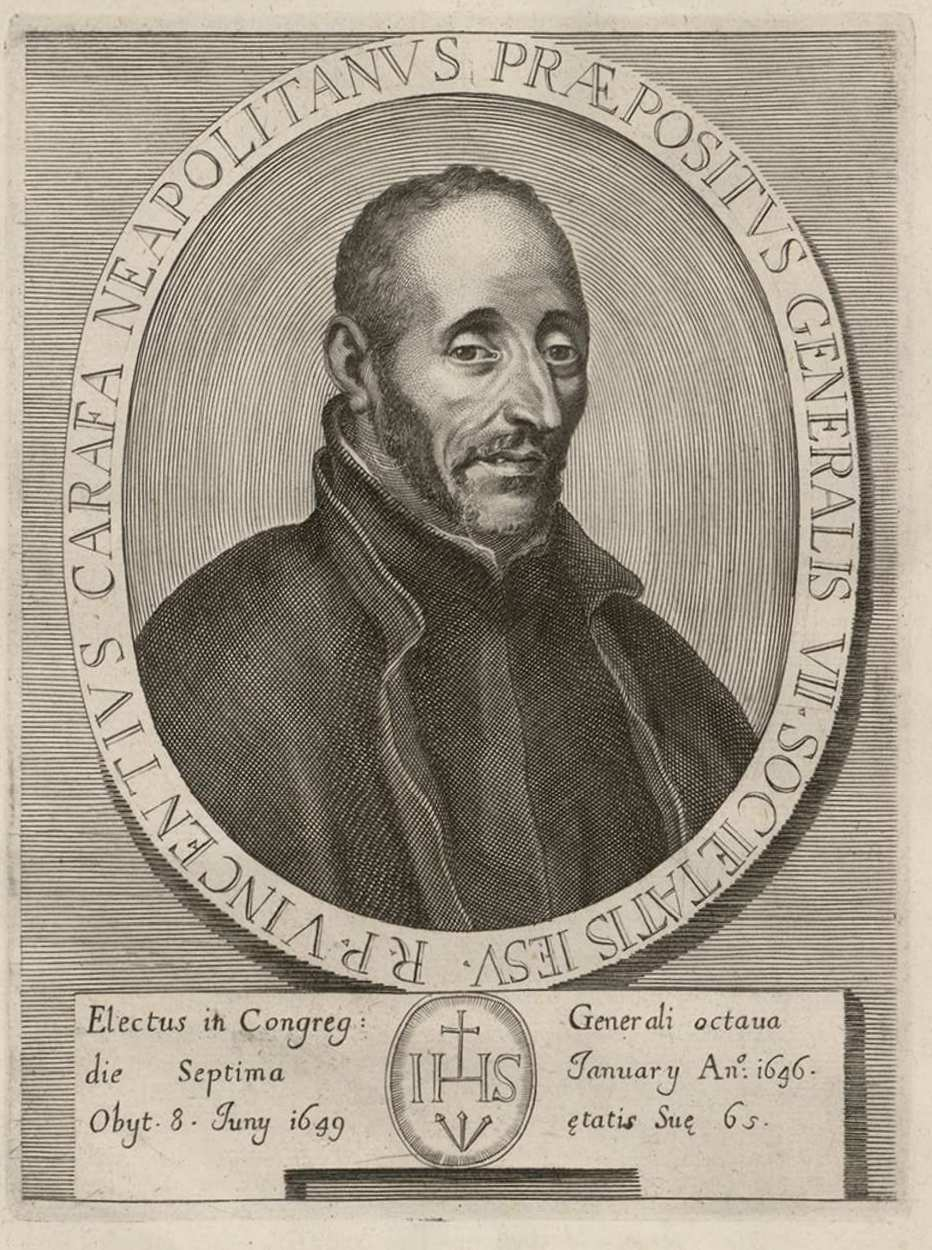
Vincenzo Carafa
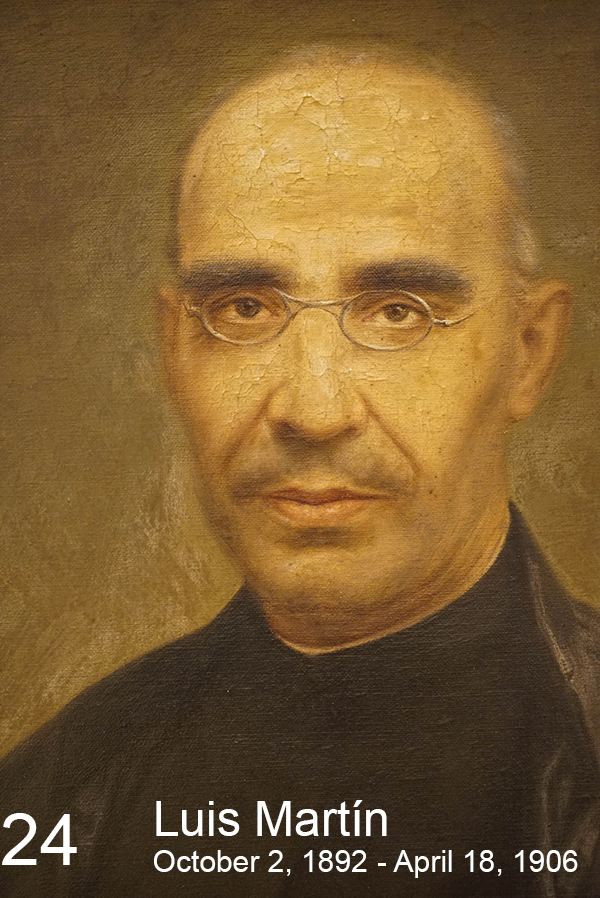
Luis Martín García
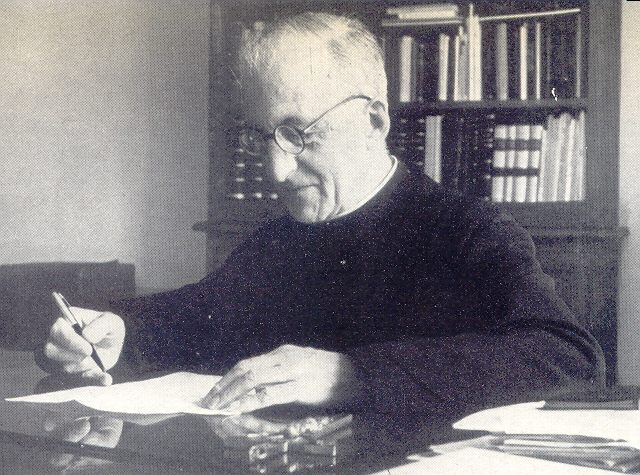
Jean-Baptiste Janssens
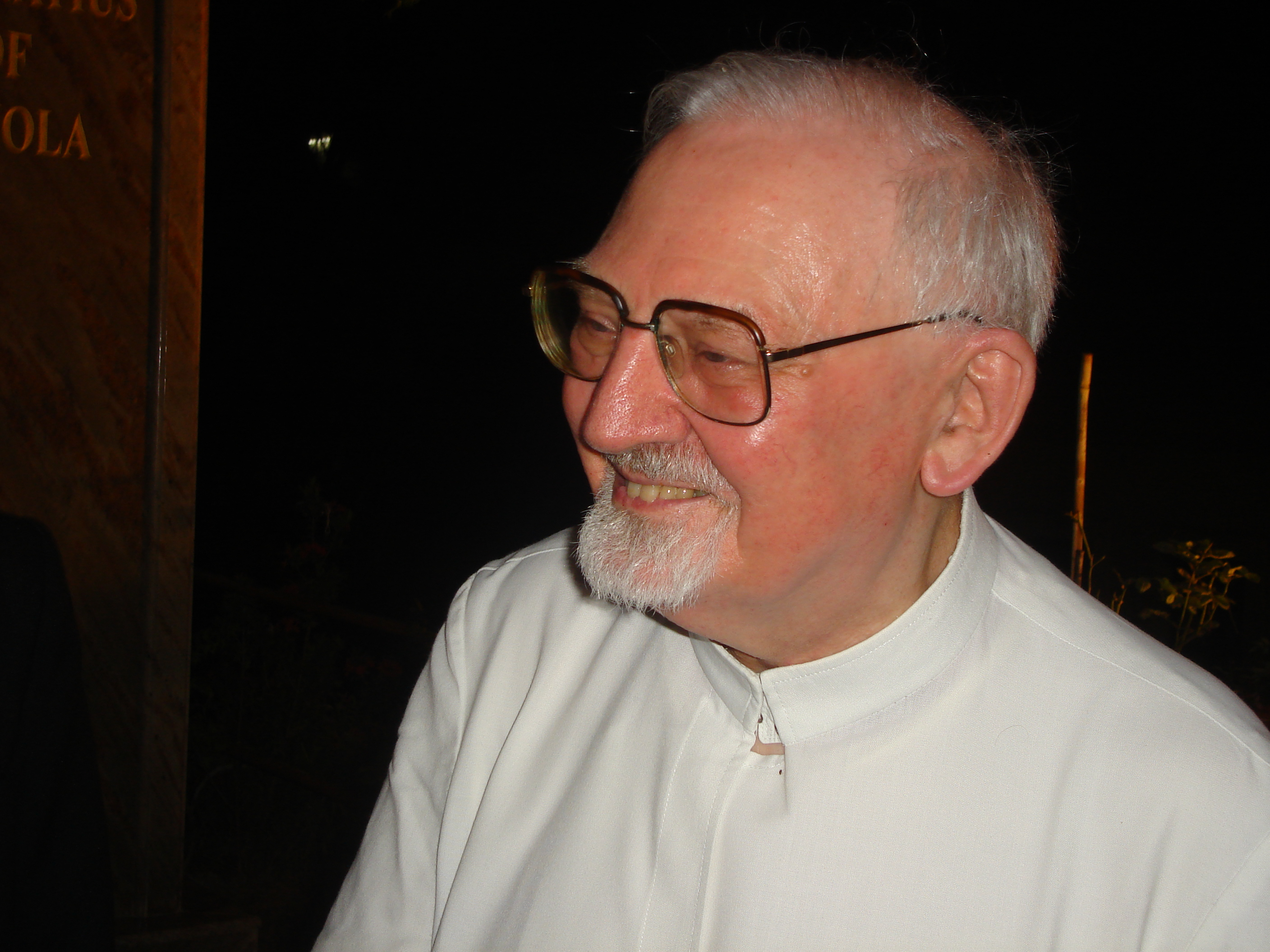
Peter Hans Kolvenbach
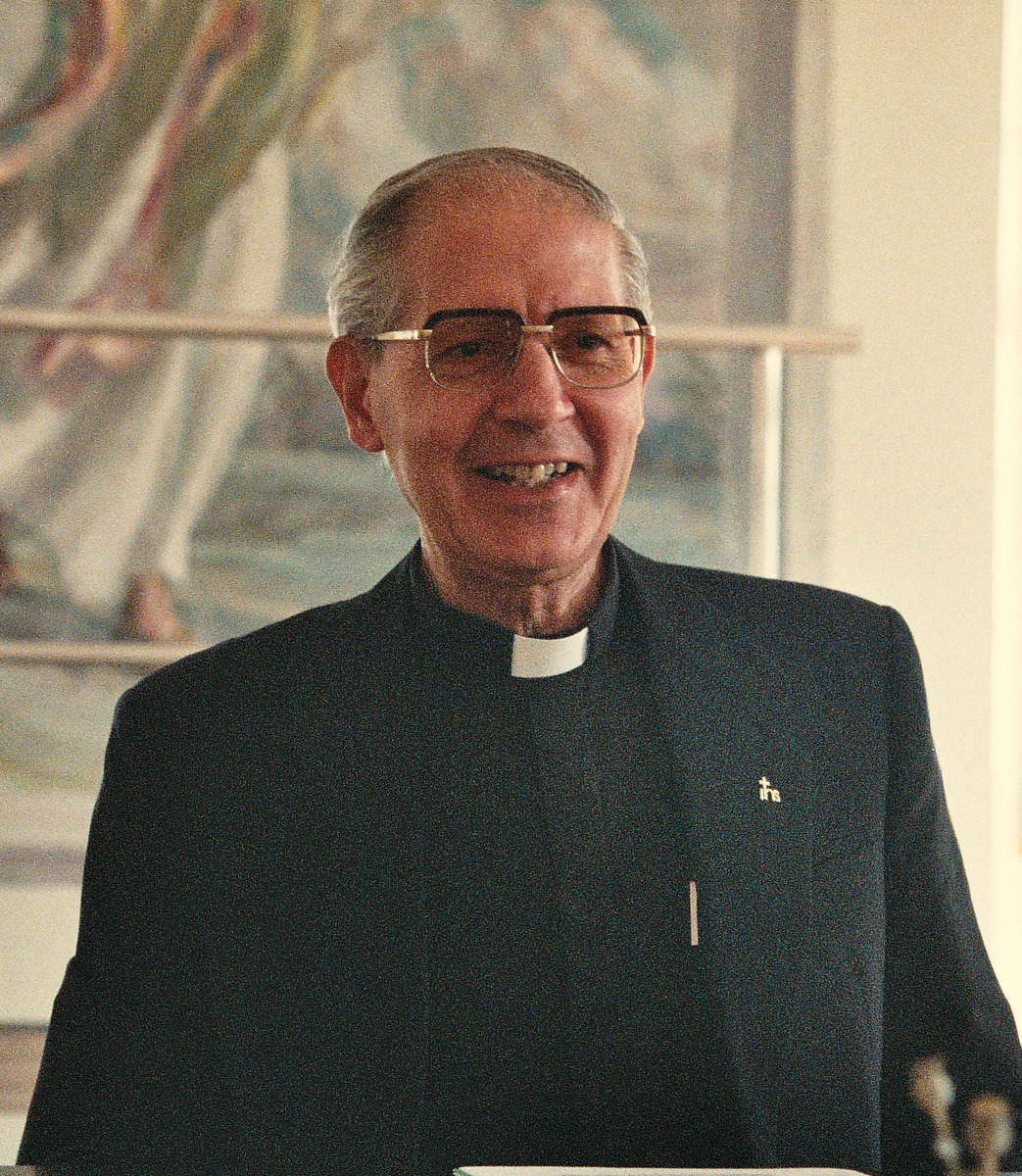
P. Adolfo Nicolás Pachón